# Michel Doukeris
Michel Doukeris (né en 1973) est un homme d'affaires brésilien et le PDG d'AB InBev.
Doukeris est né à Lages, au Brésil, en 1973. Il a obtenu un diplôme en génie chimique de l'Université fédérale de Santa Catarina et une maîtrise de la Fundação Getulio Vargas. Il a suivi des programmes de troisième cycle à la Wharton School et à la Kellogg School of Management aux États-Unis.
Doukeris a rejoint AB InBev en 1996 et a travaillé en Amérique latine avant de diriger ses opérations en Chine et en Asie-Pacifique pendant sept ans. En 2016, il est devenu directeur des ventes mondiales, basé aux États-Unis. En janvier 2018, il est devenu le leader des activités nord-américaines d'Anheuser-Busch et d'AB InBev.
En juillet 2021, Doukeris a succédé à Carlos Brito, qui avait été PDG d'AB InBev pendant 15 ans,.